# Eirunepé Airport
Eirunepé Airport är en flygplats i Brasilien.   Den ligger i kommunen Eirunepé och delstaten Amazonas, i den västra delen av landet, 2 600 km väster om huvudstaden Brasília. Eirunepé Airport ligger 121 meter över havet.
Terrängen runt Eirunepé Airport är platt. Närmaste större samhälle är Eirunepé, 2,4 km söder om Eirunepé Airport.
Omgivningarna runt Eirunepé Airport är en mosaik av jordbruksmark och naturlig växtlighet. Trakten runt Eirunepé Airport är nära nog obefolkad, med mindre än två invånare per kvadratkilometer.